# Джон Сковрон
Джон Сковрон (на английски: Jon Skovron) е американски писател на произведения в жанра фентъзи, приключенски роман и детска литература. Пише и като Кели Сковрон (на английски: Kelley Skovron) и под псевдонима Дж. С. Кели (на английски: J. S. Kelley).

## Биография и творчество
Джон Кели Сковрон е роден на 22 септември 1976 г. в Кълъмбъс, Охайо, САЩ. Учи дванадесет години в католическо училище. След гимназията в продължение на четири години следва актьорско майсторство в програма на консерваторията. Решава да се насочи към писането и напуска. Живее на различни места – от Питсбърг през Лондон през Ню Йорк и Сиатъл, след което се установява във Вашингтон. Работи на различни временни места – като музикант, спасител, продавач на билети за театър на Бродуей, склададжия, технически писател и уеб разработчик.
Първият му роман „Подпори и прагове“ е издаден през 2000 г. Главният герой Сами е музикант, който има сериозни проблеми с групата, семейството и приятелите си, и когато животът му върви към катастрофа, той трябва да се опре на музиката.
Автор е на поредиците „Синът на Франкенщайн“, „Империя на бури“ и „Богинята война“, както и на много разкази и есета.
От 2020 г. започва да пише под името Кели Сковрон. Автор е на поредицата „G.I. Joe класифициран“.
Джон Сковрон живее като самотен баща с двамата си сина в Охайо.

## Произведения

### Като Джон Сковрон

#### Самостоятелни романи
- Struts & Frets (2009)[1][2]
- Misfit (2011)
- The Hacker's Key (2020)

#### Поредица „Синът на Франкенщайн“ (Man Made Boy)
1. Man Made Boy (2013)[1][2]
2. This Broken Wondrous World (2015)

#### Поредица „Империя на бури“ (Empire of Storms)
1. Hope and Red (2016)[1][2]
2. Bane and Shadow (2017)
3. Blood and Tempest (2017)

#### Поредица „Богинята война“ (Goddess War)
1. The Ranger of Marzanna (2020)[1][2]
2. The Queen of Izmoroz (2021)
3. The Wizard of Eventide (2022)

#### Сборници
- Summer days & summer nights (2016) – с Вероника Рот, Касандра Клеър, Дженифър Е. Смит, Лий Бардуго, Лев Гросман, Стефани Пъркинс, Либа Брей, Бранди Колбърт, Франческа Лия Блок, Нина Лакур и Тим Федерле
“Любовта е последното прибежище“ в „Летни дни и летни нощи : 12 любовни истории“, изд.: „Сиела“, София (2016), прев. Деница Райкова

#### Разкази
- Mr. Bunny Goes to Hell (2003)
- Baby Girl (2006)
- Voodoo Child (2011)
- Looking Through One Eye (2011)
- There's Nowhere Else (2013)
- The Raven Princess (2014)
- The Silent Woman (2015)

### Като Кели Сковрон

#### Самостоятелни романи
- The Ghost of Drowned Meadow (2022)[1][2]
- No Filter (2024)

#### Поредица „G.I. Joe класифициран“ (G.I. Joe Classified)
1. G.I. Joe Classified (2022)[1][2]
2. Revenge of the Ninja (2023)

### Като Дж. С. Кели

#### Самостоятелни романи
Gutter Mage (2021)